# Sisim
Sisim (ros. Сисим) – rzeka w Rosji, w Kraju Krasnojarskim, prawy dopływ Jeniseju.
Długość rzeki wynosi 270 km. Powierzchnia dorzecza obejmuje 3260 km². Średni roczny przepływ wody wynosi około 37 m³/s.
Wpada do rzeki Jenisej w odległości 2632 km od jej ujścia do Morza Karskiego.